# Инвестиционная стратегия
Инвестиционная стратегия — формирование системы финансовых мер для достижения долгосрочных стратегических целей бизнеса через комбинирование неизменных параметров инвестиционного проекта или бизнеса, в том числе подготовкой документов по проекту, подтверждающих документов, обеспечения по проекту, оценка эффективности каждой стратегии и выбор стратегии, максимально совпадающей с долгосрочными стратегическими целями бизнеса в показателях повышенной приоритетности. Выбор той или иной инвестиционной стратегии оказывает, например, существенное влияние на доходность в инвестиционном страховании жизни.

## Стратегии
Активный и пассивный:  Пассивные стратегии, такие как покупка и удержание, и пассивная индексация, часто используются для минимизации транзакционных издержек. Активные стратегии, такие как торговля импульсами, являются попыткой превзойти эталонные индексы.
Моментальный трейдинг:  Отбор инвестиций на основе их недавних результатов.
Купить и держать:  Эта стратегия предполагает покупку акций или фондов компании и удержание их в течение длительного периода. Это долгосрочная инвестиционная стратегия, основанная на концепции, что в долгосрочной перспективе фондовые рынки дают хорошую норму прибыли, несмотря на периоды волатильности или спада.
Индексирование:  Инвестор покупает небольшую долю всех акций рыночного индекса, такого как S&P 500 или, что более вероятно, индексного взаимного фонда или биржевого фонда (англ. Exchange Traded Fund, ETF). Это может быть либо пассивная стратегия, если она удерживается в течение длительных периодов, либо активная стратегия, если индекс используется для быстрого входа и выхода из рынка.
Парный трейдинг: определение одинаковых пар акций и выбор линейной комбинации их цены, так что результатом является стационарный временной ряд.
Стоимость против роста: Стратегия стоимостного инвестирования рассматривает внутреннюю стоимость компании, а стоимостные инвесторы ищут акции компаний, которые, по их мнению, недооценены.
Усреднение стоимости доллара:: Стратегия усреднения стоимости в долларах нацелена на снижение риска значительных убытков, возникающих, когда вся основная сумма инвестируется непосредственно перед падением рынка.
Противоположные инвестиции: Противоположная инвестиционная стратегия заключается в выборе хороших компаний во время спада на рынке и покупке большого количества акций этой компании для получения долгосрочной прибыли. Многие переменные должны быть приняты во внимание при принятии окончательного решения по выбору компании. Некоторые из них:
- Компания должна быть в растущей отрасли.
- Компания не может быть уязвимой для конкуренции.
- Компания должна получать прибыль в восходящем тренде.
- Компания должна иметь стабильную прибыль на вложенный капитал.
- Компания должна быть гибкой, чтобы корректировать цены с учетом инфляции.